# Ogradena
Ogradena a fost un sat în sudul Banatului, pe malul stâng al Dunării. Cea mai mare parte a teritoriului așezării a fost inundat de apele lacului de acumulare Porțile de Fier. Astăzi Ogradena este un cartier al localității Eșelnița.

## Istoric
Localitatea Ogradena s-a format, în perioada interbelică, prin unirea satelor Ogradena Veche și Ogradena Nouă, pe vatra satului Ogradena Nouă.